# Frégate (navire)
Pour les articles homonymes, voir Frégate.

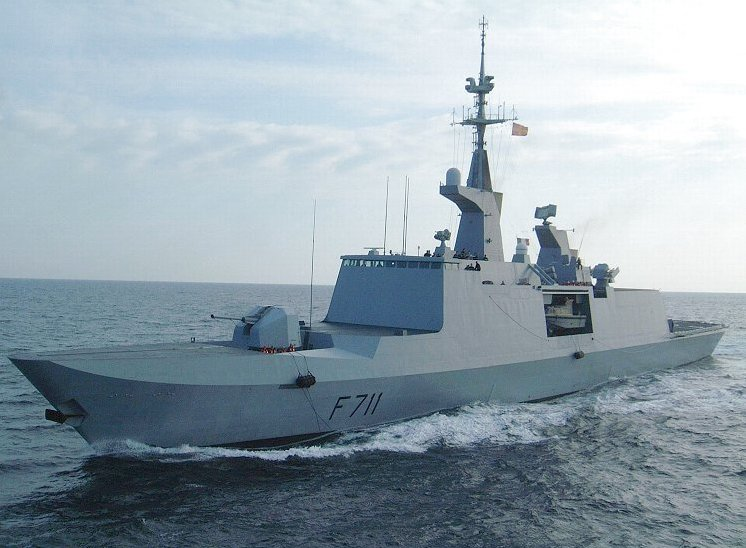
La frégate furtive française Surcouf de classe La Fayette.

Le mot frégate désigne des types de navires très différents. Il est originaire de Méditerranée, et est resté très proche dans plusieurs langues : fregata en italien et en roumain, fragata en espagnol et en portugais, frigate en anglais, fregatte en allemand, firkateyn en turc, فرقاطة (firqata) en arabe.
Dans la marine à voile, la frégate se situe entre le vaisseau et la corvette.
Dans la marine moderne, le rôle d'une frégate est la protection d'un bâtiment précieux (porte-avions, porte-hélicoptères, bâtiments ravitailleurs d'escadre, sous-marin nucléaire), le combat (lutte anti-navire, lutte anti-sous-marine ou anti-aérienne) ou la surveillance d’une zone maritime. Elle peut aussi, dans certains cas, être utilisée comme patrouilleur ; ce type de bâtiment se nomme « frégate de patrouille polyvalente » (exemple : classe Halifax).

## Caractéristiques
Dans la terminologie militaire moderne, une frégate est un navire de guerre de surface de taille moyenne, dont les dimensions, les armes et les équipements lui permettent :
- de naviguer au large quelles que soient les conditions météorologiques ;
- d'attaquer et de se défendre contre des sous-marins, des aéronefs ou d'autres navires ;
- éventuellement d'attaquer des cibles terrestres ;
- d'agir isolément ou au sein d'une force navale.

Dans les marines de l'OTAN :
- l'indicatif visuel des frégates est précédé par un « D » (destroyer ou frégate de 1er rang) ou par un « F » (frigate ou frégate de 2e rang) pour les bâtiments de plus faible tonnage (frégates de surveillance, frégates légères furtives, avisos) ;
- l'appellation codée est « FF », « FFG » (dotée de missiles surface-air), « FFH » (porte-hélicoptères).

Dans la Marine française, les frégates sont classées en deux catégories. Les frégates de 1er rang classes Georges Leygues, Aquitaine, Cassard ou type « Horizon » (Forbin et Chevalier Paul) considérées comme des destroyers et de second rang, classes Lafayette ou Germinal (lettre F).
Leur tonnage se situe entre 2 000 et 7 000 tonnes ; les plus petites sont assimilées aux corvettes ou patrouilleurs ; les plus grosses et polyvalentes, aux croiseurs.

## Historique

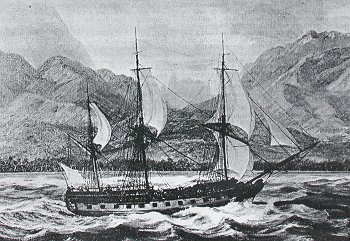
La Boudeuse, de Louis Antoine de Bougainville.

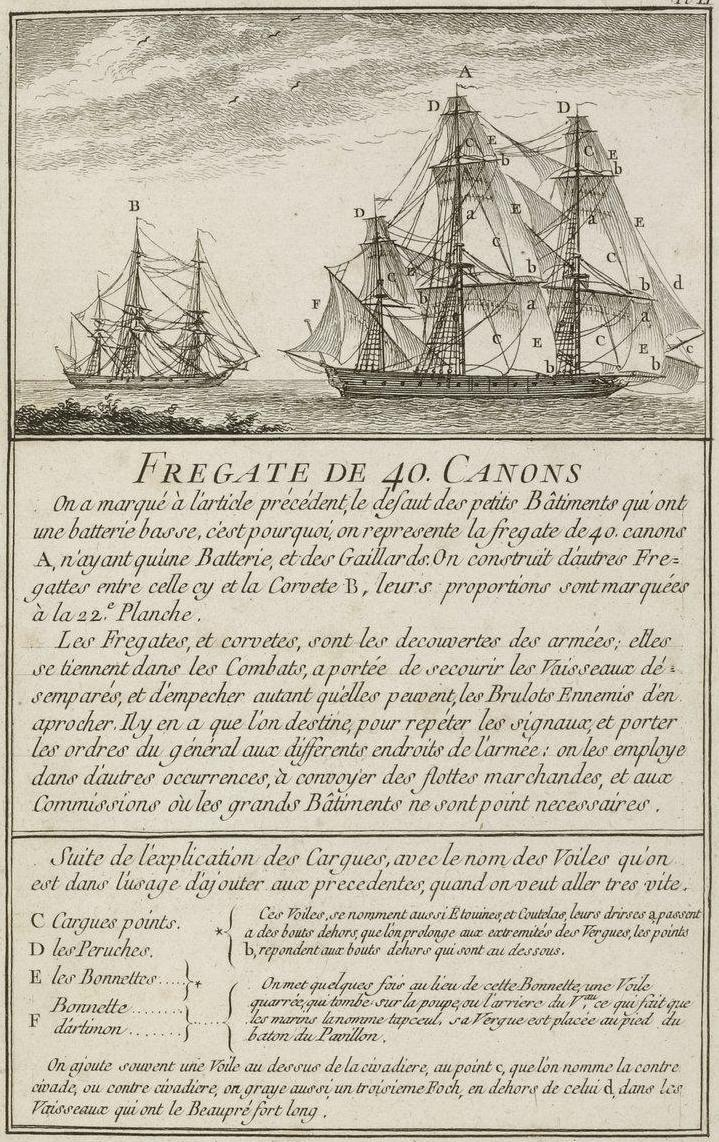
Modèle de grosse frégate de 40 canons au milieu du XVIIIe siècle.

### L'âge d’or des galions
Les frégates sont apparues au XVIe siècle, pendant l’âge d’or des galions. C’étaient alors de petits navires de guerre rapides, à un pont découvert et légèrement armés (une évolution de la simple barque à rames et voile latine munie d’une ou deux pièces d’artillerie).

### Le nom de frégate (XVIIesiècle)
Les premiers navires de guerre lancés par la Marine royale française et désignés sous le nom de frégate sont la Cardinale et la Royale en 1638 à l'arsenal de Brest. Elles jaugeaient 400 tonneaux, portaient une seule batterie d'une dizaine de pièces d'artillerie de chaque bord.
À cette époque, la frégate désigne tous les bâtiments de voiliers, qu'il s'agisse de corsaires, de contrebandiers ou de navire de guerre, caractérisés par leur grande finesse, manœuvrabilité, et rapidité.
Traditionnellement, les frégates, comme les corvettes, sont désignées en français par un nom féminin.

### AuXVIIIesiècle
Au début du XVIIIe siècle, la Royal Navy divise ses bâtiments en six classes, les frégates sont alors les bâtiments de cinquième et sixième rang jaugeant 500 à 600 tonneaux armées d'une batterie complète de 20 pièces de 9 livres. Les Français, dont le système administratif est beaucoup plus souple et favorable au progrès technique que celui des Anglais, vont progressivement prendre l'avantage dans la construction navale et faire évoluer les frégates au cours du XVIIIe siècle.
Le calibre maximal des pièces d'artillerie des frégates va continuellement augmenter au cours du XVIIIe (6 à 8 livres, puis à partir de 1747 : 12 livres à partir de 1747, puis 18 livres après 1782 et exceptionnellement jusqu'à 24 livres lors des guerres de la période napoléonienne) et des affûts sur le pont supérieur.
Les grandes guerres maritimes entre l'Espagne, l’Angleterre, la Hollande et la France vont révolutionner les tactiques des combats navals. Jusqu'alors les bâtiments se précipitaient, quelle que fût leur taille, sur les bâtiments adverses. La seule manœuvre tactique consistait à attaquer par l'arrière un bâtiment déjà engagé dans un combat d'artillerie bord à bord. La tactique dite de la ligne de bataille apparaît alors et sera utilisée jusqu'au XIXe siècle, les puissants navires de ligne, qui prendront le nom de vaisseaux, forment une ligne de manière à ne pas se gêner et à pouvoir tirer ensemble une bordée entière, tout en étant capable de virer de bord et de résister au tir de l'ennemi. Les frégates, peu résistantes, sont placées hors de la ligne de bataille : ainsi abritées, elles ont une vue d'ensemble et renseignent leur amiral sur la situation tactique. Les frégates sont plus rapides et manœuvrables que les vaisseaux tout en gardant une grande autonomie, un grand rayon d’action et des capacités militaires importantes.

### Jusqu'auXIXesiècle
Entre la seconde moitié du XVIIe et le XIXe siècle, les frégates évoluèrent en navires de guerre de taille moyenne avec un pont d’artillerie portant des pièces de calibre moyen, elles furent équipées de deux batteries supplémentaires de petit calibre, avec un total de 40 pièces.
Au milieu du XIXe siècle, les Britanniques et les Français commencèrent à qualifier de croiseurs leurs grandes frégates à long rayon d’action. La navigation de surveillance ou d'intimidation effectuée par une ou plusieurs frégates, fut alors appelée croisière.

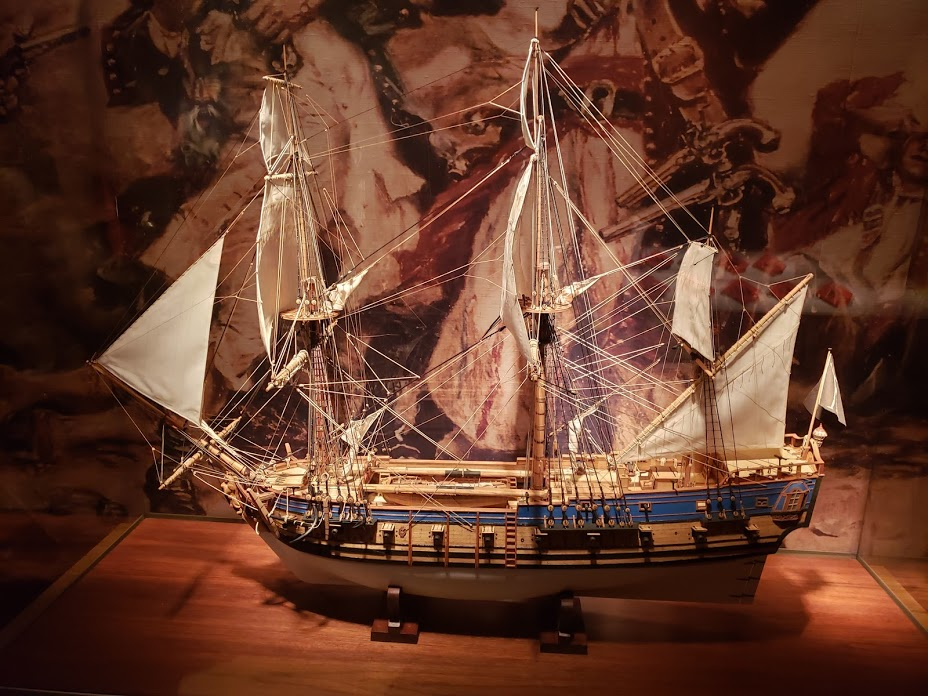
Maquette du navire négrier La Concorde, devenu le Queen Anne's Revenge de Barbe Noire.

Les frégates furent à cette époque les vaisseaux les plus actifs, elles étaient constamment maintenues opérationnelles, contrairement aux grands navires de ligne qui étaient souvent désarmés et maintenus dans les ports en temps de paix car le coût de leur entretien était prohibitif. Les frégates constituaient donc, en temps de paix, le gros de la flotte active et les meilleurs équipages et chefs y servaient. Elles semblent figurer également le type de navire négrier le plus fréquemment mentionné dans l'historiographie de la traite négrière, même si d'autres peuvent leur être préférés,.
En temps de guerre, elles effectuaient des missions de reconnaissance (rôle d’aviso) ou de liaison (véritables estafettes des mers, elles convoyaient les ordres et les messages importants) pour les flottes de ligne, et attaquaient les convois commerciaux en pratiquant la guerre de course, seules ou regroupées dans de petites unités. Elles étaient ainsi souvent missionnées comme navires corsaires et accomplissaient des exploits comme ceux de Robert Surcouf, René Duguay-Trouin voire Charles Cornic Duchesne.
Les plus grands modèles pouvaient rivaliser avec les plus petits vaisseaux de ligne et combattaient parfois au sein d'une escadre.
À noter que lors des grandes batailles de destruction qui voient s'opposer des vaisseaux, les frégates se tiennent du côté opposé à la ligne de feu, permettent la transmission des ordres et messages, et ne participant que rarement au combat. En particulier, un vaisseau n'attaquera jamais une frégate, qui constitue en général un adversaire beaucoup plus faible en puissance de feu et en capacité d'encaissement (bien que plus rapide) : en principe lorsque des engagements de ce type ont eu lieu, c'est pratiquement toujours la frégate qui a pris l'initiative de l'affrontement.

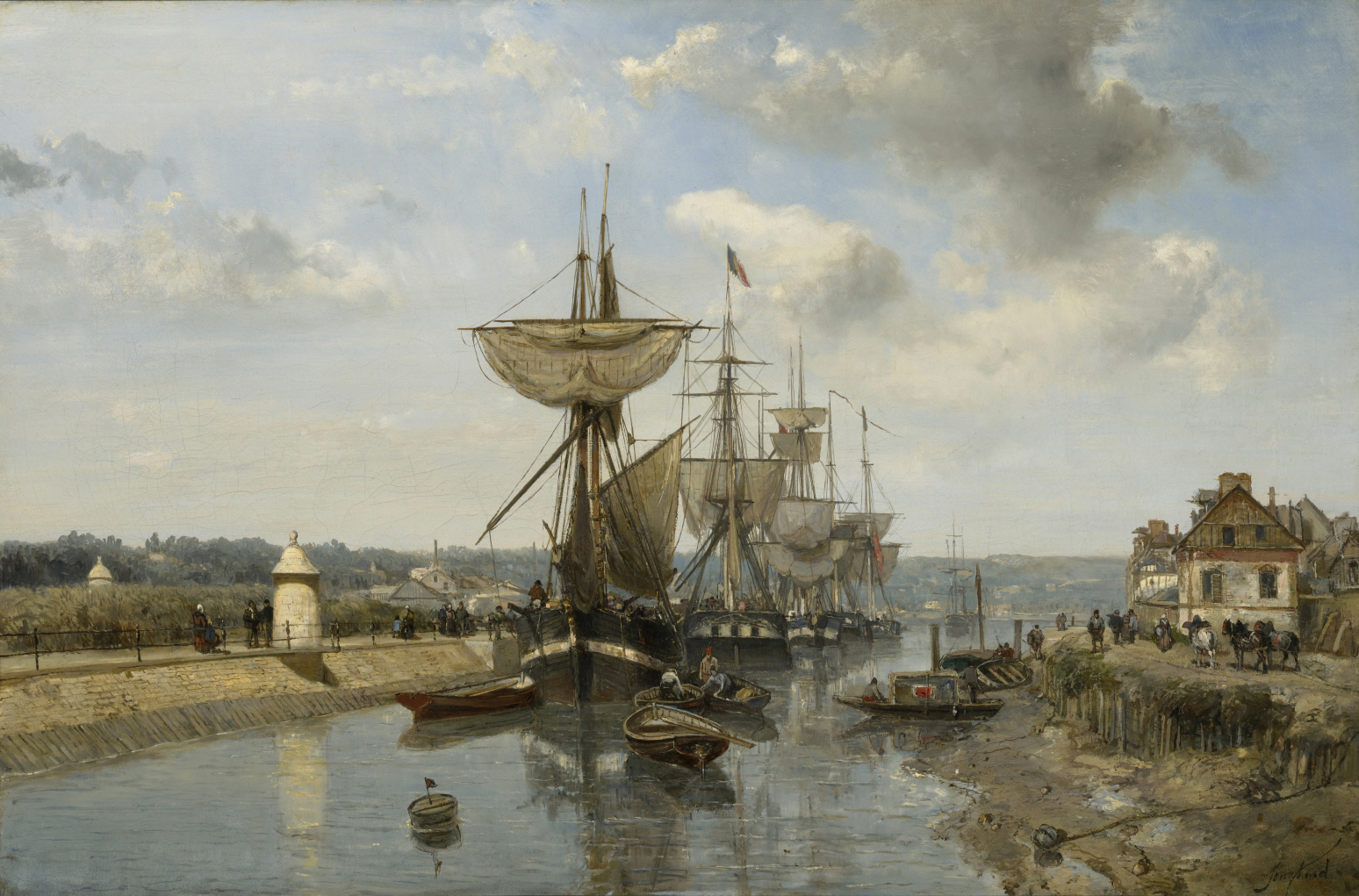
Frégates, 1850-1855
Johan Barthold Jongkind
Clark Art Institute, Williamstown

Les frégates ont souvent représenté la pointe du progrès dans la marine à voile, tant en matière de gréement qu’en dessin des coques ; autour des années 1800, un bon marcheur pouvait filer dans les 12 nœuds, vitesse remarquable pour l’époque. Leur armement pouvait aller de 16 à 22 canons sur un pont (La Confiance de Surcouf, par exemple) jusqu’à 60 canons sur deux ponts (telle la Belle-Poule, qui ramena les cendres de Napoléon de Sainte-Hélène) qui apparurent lors du XIXe siècle. Il allait généralement de 32 à 44 canons, de 8 à 24 livres (3,6 à 11 kg) plus quelques caronades.

## Classement
Les frégates anciennes étaient classées d'abord selon le calibre des canons de la première batterie, exprimé par la masse du boulet en livres.
Soit du XVIIe siècle jusqu'au milieu du XVIIIe siècle :
- frégate-vaisseau de 8 ou de 12 sur la seconde batterie, la première batterie ne comportant que quelques canons de 18 ou 24 livres vers 1640 à 1756 ;
- frégate légère de 6 comptant environ 150 hommes vers 1659 à 1744 ;
- frégate de 8 comptant environ 200 hommes vers 1740 à 1744.

Puis, du milieu du XVIIIe siècle jusqu'au début du XIXe siècle :
- frégate de 12, portant 32 canons, comptant environ 250 hommes, vers 1748 à 1798 ;
- frégate de 18, portant 40 à 44 canons, comptant environ 315 hommes, vers 1781 (Guerre d'indépendance des États-Unis) à 1813 ;
- frégate de 24, portant 50 canons, comptant environ 430 hommes, vers 1772 à 1843.

Enfin, au XIXe siècle, elles sont classées par le nombre de canons embarqués :
- frégate de second rang, portant 50 canons, comptant environ 430 hommes, vers 1772 à 1843 ;
- et frégate de premier rang, portant 60 canons, comptant environ 500 hommes, vers 1805 à 1846, qui sont l'aboutissement de la marine à voile avec le seul calibre de 30 livres. Les différentes frégates, vers 1830, de 40, 50 ou 60 canons ont un assortiment de canons courts, moyens et longs, tous de 30 livres. Ces calibres se retrouvent aussi sur les vaisseaux et les corvettes de l'époque, le seul calibre différent concernant l’obusier de marine.

### Apparition des frégates à vapeur

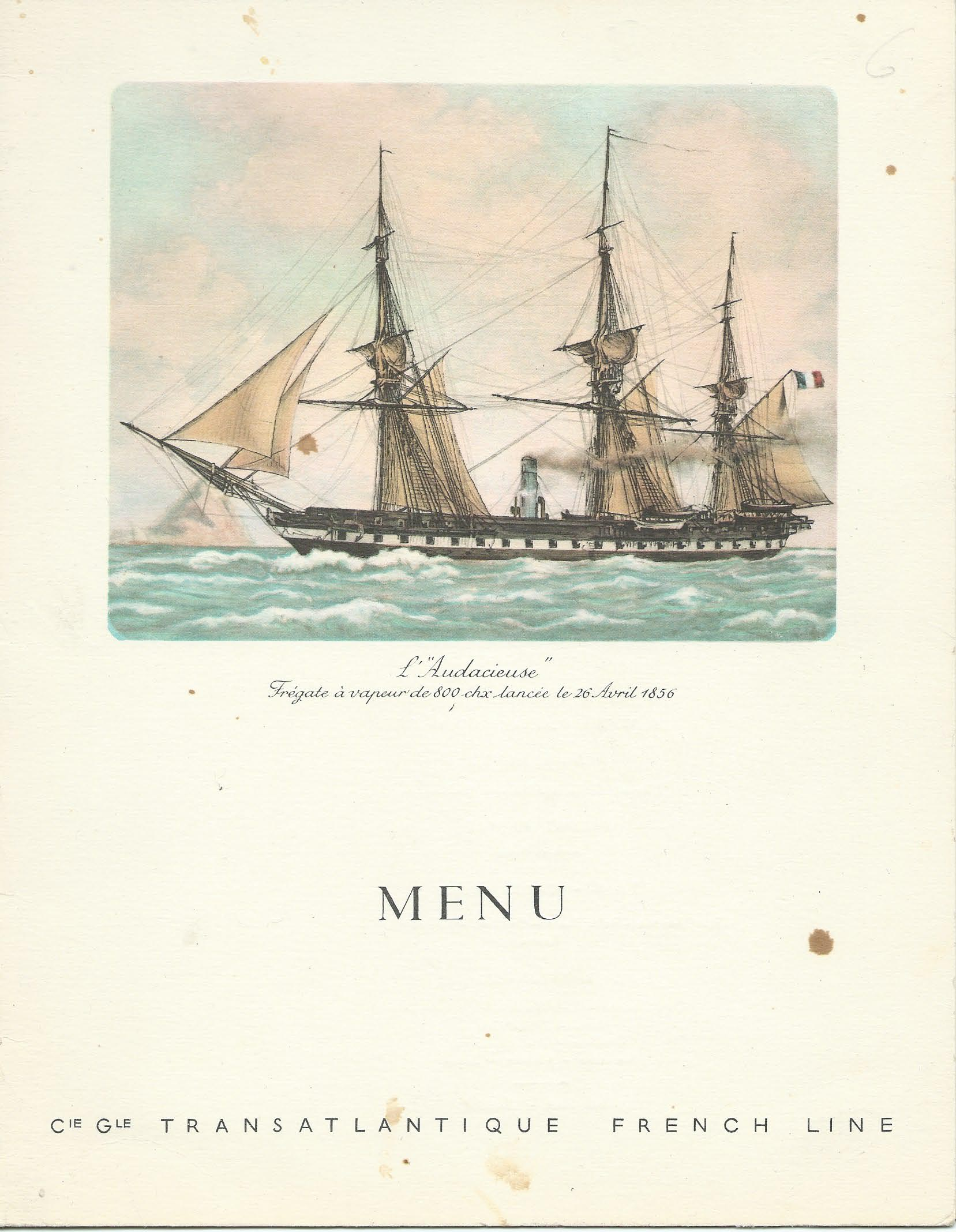
L'Audacieuse (frégate à vapeur lancée le 26 avril 1856).

Après que la vapeur eut fait son apparition (1840-1860), les frégates à vapeur étaient alors les bateaux les plus rapides. Avec la systématisation des blindages, elles évoluèrent finalement en croiseurs à la fin du XIXe siècle, le terme tombant en désuétude.
Le terme de « frégate » réapparut dans la marine britannique pendant la Seconde Guerre mondiale pour désigner les navires plus grands que les corvettes, mais plus petits que les destroyers, et chargés de l'escorte des convois. Ces bâtiments avaient principalement un armement et un équipement à vocation anti-sous-marine, délaissant l'armement de lutte contre les navires de surface, en particulier les torpilles. Ils étaient plus lents que les destroyers, car ils escortaient surtout des convois de cargos qui faisaient route à moins de quinze nœuds, mais avaient une plus grande autonomie. Ils étaient aussi plus endurants en particulier quand la mer était grosse car devant remplir leur mission sur toute la longueur de l'Atlantique. De par leurs missions et leurs caractéristiques, ils s'apparentaient étroitement aux destroyers d'escorte de l'US Navy.

## Frégates modernes
L'appellation de frégate est devenue à peu près interchangeable avec celle de destroyer, en fonction des traditions des différentes marines.
Dans les années 1960 et 1970, l’introduction puis la généralisation des missiles anti-navires et anti-aériens révolutionnèrent leur ligne. Suivant une tendance à la spécialisation des rôles, héritée de la Seconde Guerre mondiale (avec les escorteurs d'escadre), elles devinrent des navires spécialisés dans les missions de lutte anti-sous-marine ou anti-aérienne, tout en gardant des capacités anti-navires (grâce à l'artillerie et aux missiles mer-mer comme l’Exocet ou le Harpoon.) La plupart des frégates modernes embarquent des hélicoptères, qui sont utilisés pour la lutte anti-sous-marine ou anti-navires (avec des missiles air-mer), la reconnaissance, le sauvetage ou les liaisons.
Entre 1950 et 1970, certaines marines, en particulier la Marine française et l'US Navy, construisent les premiers bâtiments polyvalents lance-missiles sous la dénomination de frégates, telles que les Suffren et Duquesne, premières frégates lance-missiles françaises lancées en 1963 et 1964 qui déplacent 6 000 t à la vitesse de 34 nœuds. Les frégates anti-sous-marines, telles que la classe Tourville, sont équipées de sonars actifs et passifs, de coque et remorqués, de torpilles, et de missiles porteurs de torpilles. Elles embarquent aussi des hélicoptères, eux-mêmes équipés de sonars trempés, de bouées acoustiques et de torpilles.
L’évolution de la construction des frégates a permis l’apparition de frégates furtives munies de capacités anti-missiles, comme celles de la classe La Fayette munie du missile Crotale, ou de la classe Horizon munie du missile ASTER. Leurs formes géométriques ont été réalisées pour minimiser la réflexion des ondes radars.
Les frégates, modestes escorteurs de la Seconde Guerre mondiale, sont devenues au début du XXIe siècle le fer de lance des flottes modernes. Avec la classe Horizon, les frégates sont les plus puissants bâtiments de combat de surface en Europe après les porte-avions. Par l’amélioration de la technique du traitement du signal radar, des automatismes et de la gestion des systèmes de combat ainsi que des missiles anti-aériens et anti-missiles, elles sont capables d’assurer leur autodéfense et la protection d'une force navale jusqu'à une distance de 180 km contre les bâtiments de surface, de 100 km contre les aéronefs et de plusieurs dizaines de nautiques contre les sous-marins, de contrôler l'espace aérien d'une zone maritime ou terrestre jusqu'à une distance de plus de 400 km et sur 360°.
Enfin, les six premières frégates françaises du type FREMM sont équipées de missiles de croisière MDCN faisant de la Marine nationale, à partir du 19 mai 2015, une des rares marines ayant une capacité stratégique d'attaque contre la terre à partir d'un bâtiment de surface,.

## Galerie

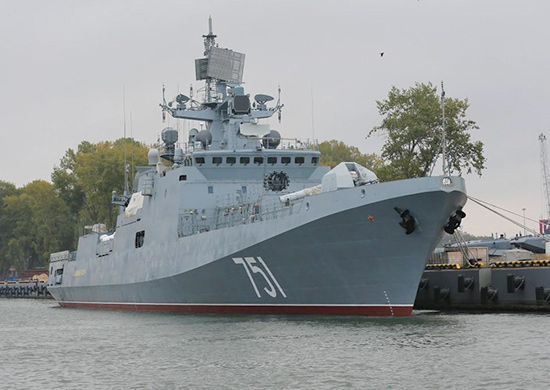
La frégate russe Amiral Essen.
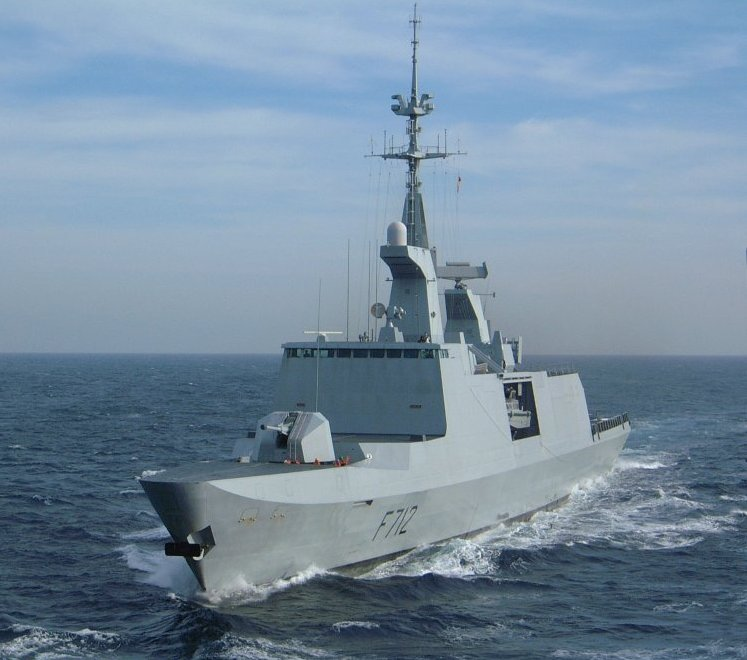
La frégate moderne Courbet de la marine française.
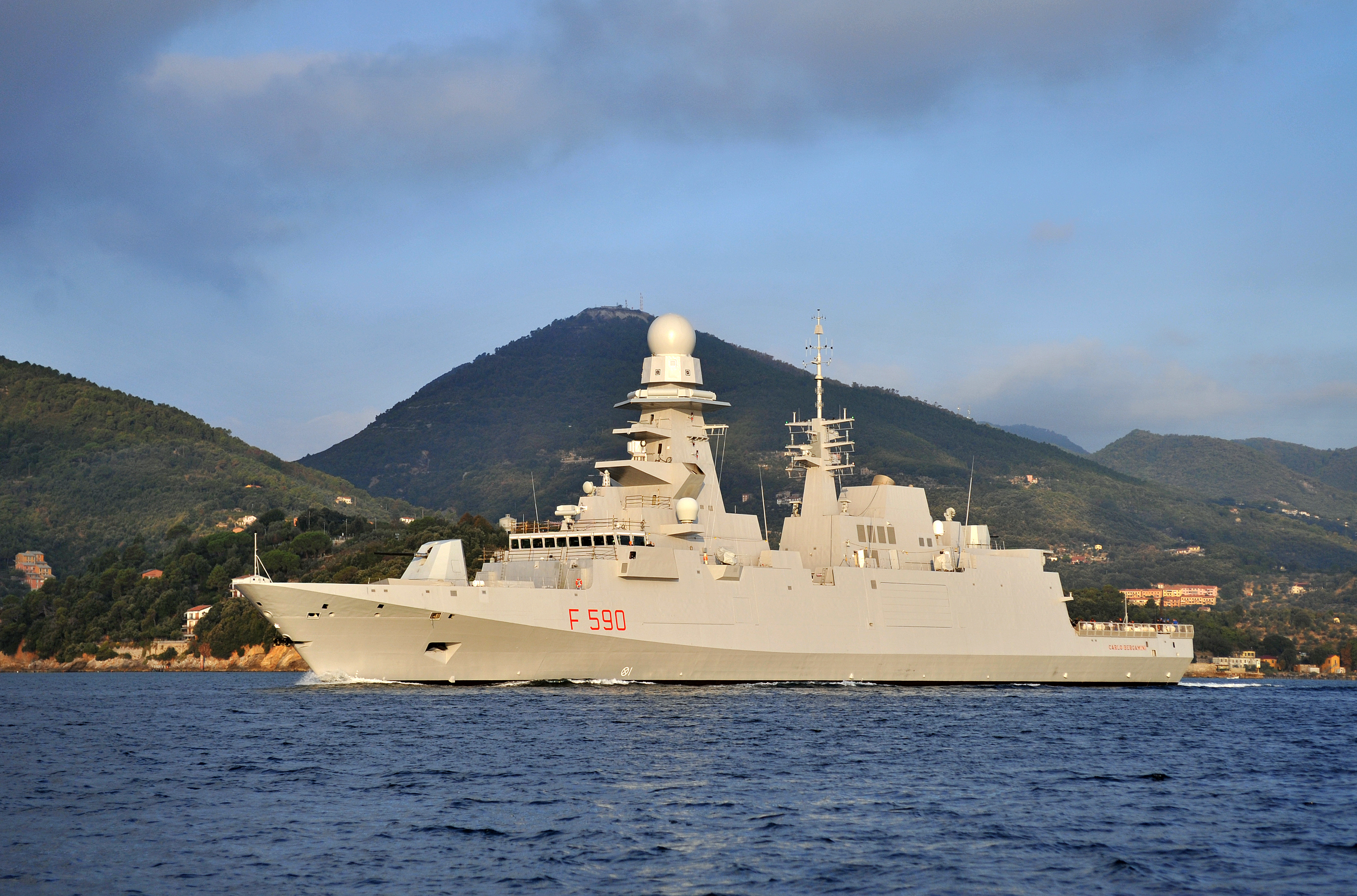
Frégate Carlo Bergamini de la marine italienne.
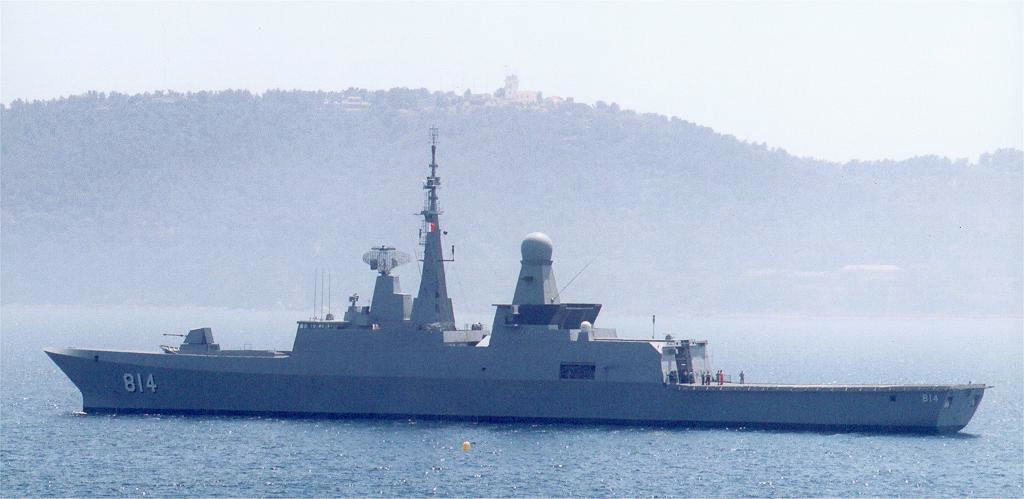
Frégate saoudienne Al Makkah dérivée de la classe La Fayette.
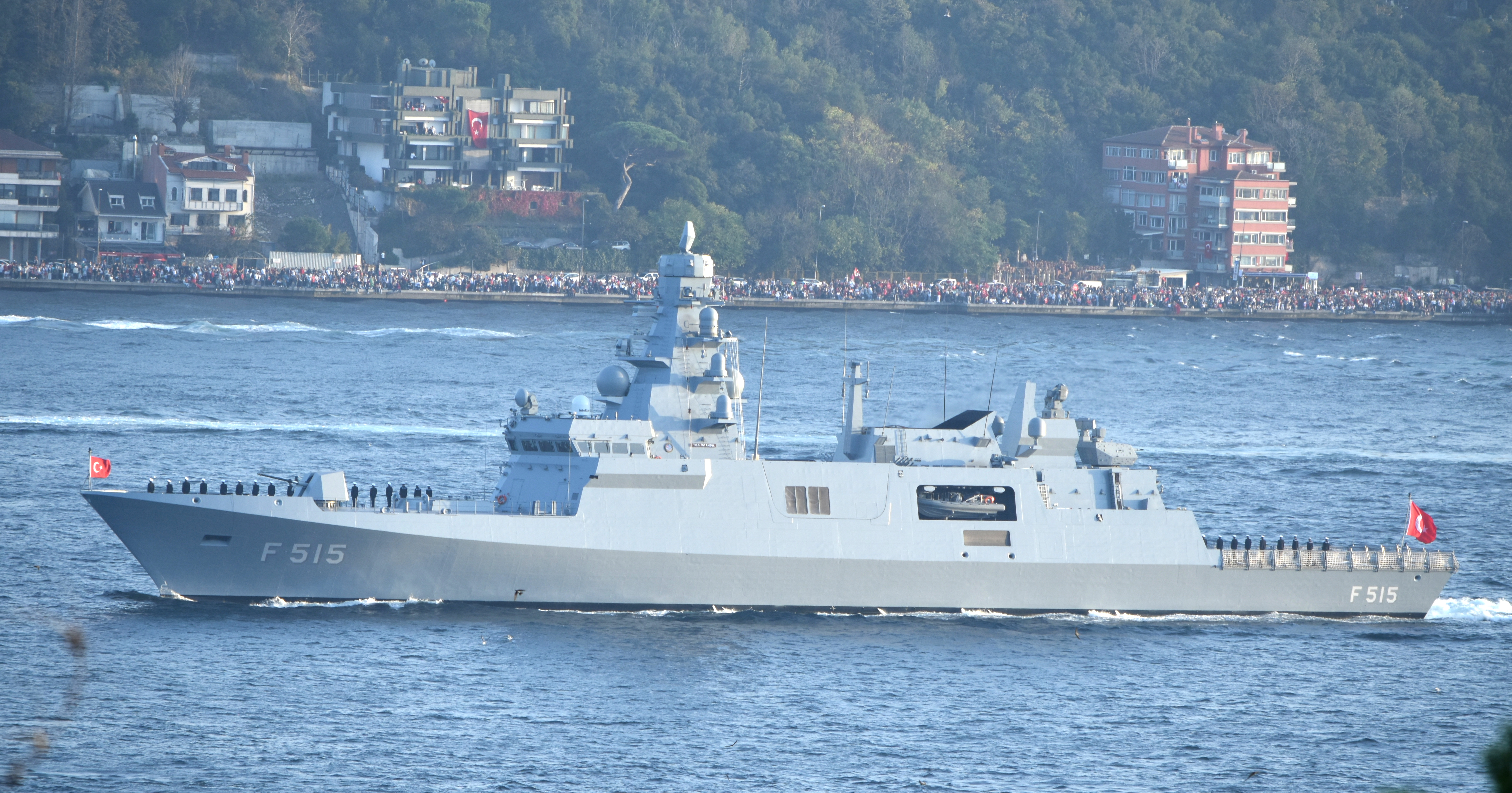
Frégate TCG Istanbul de la marine turque.

#### Liste de navires
- Liste des types de navires
- Liste des classes de frégates
- Liste des navires de la Marine canadienne
- Liste des frégates françaises

#### Type et classes de navire
- Sloop de guerre
- Corvette
- Classe Horizon
- Classe Koni
- Classe Floréal

#### Exemple de navire majeur
- La Frégate Pallas
- Hermione